# مولود چاووش‌اوغلو
مولود چاووش‌اوغلو (انگلیسی: Mevlüt Çavuşoğlu؛ زادهٔ ۵ فوریهٔ ۱۹۶۸) سیاستمدار اهل کشور ترکیه است. وی از سال ۲۰۱۴ تا ۲۰۲۳ وزیر امور خارجه ترکیه بود. این سیاستمدار عضو مجلس ملی کبیر ترکیه است.

## اوایل زندگی و تحصیلات
چاووش‌اوغلو متولد آنتالیا می‌باشد. او در سال ۱۹۸۸ در رشته روابط بین‌الملل از دانشگاه آنکارا فارغ‌التحصیل شد و مدرک کارشناسی ارشد اقتصاد خود را از دانشگاه لانگ آیلند و دکتری خود را از دانشگاه بیلکنت گرفت.

## فعالیت سیاسی
چاووش‌اوغلو همزمان با ورود به مجلس، مسئولیت ستاد مهاجرت و جمعیت پناهندگان ترکیه را نیز بر عهده داشت.